# 駅前プラザ・テラ
駅前プラザ・テラ（えきまえプラザ・テラ）は、かつて岐阜県多治見市本町に所在したショッピングセンターである。

## 歴史
1971年（昭和46年）10月、名鉄ストアー多治見駅前店として開店。後に名鉄パレとなった。
1998年（平成10年）、名鉄パレが撤退し1999年（平成11年）に駅前プラザ・テラとしてリニューアルオープン。
2015年（平成27年）2月、多治見駅南地区再開発準備組合が設立、2016年（平成28年）10月に都市計画が決定され建て替えが決まった。
2019年（令和元年）6月30日、閉店。テラとしては20年の歴史に幕を閉じた。

## 閉店時の主なテナント
- パワーズ（食品）
- さいわい（喫茶店）
- ハシモト薬局
- 三菱UFJ銀行
- オンセンド（衣料）
- ダイソー（100円均一）
- 東文堂（書店）

## 交通
- JR中央本線・太多線 多治見駅下車、南口出口より徒歩ですぐ。